# Wagneriana bamba
Wagneriana bamba är en spindelart som beskrevs av Levi 1991. Wagneriana bamba ingår i släktet Wagneriana och familjen hjulspindlar.
Artens utbredningsområde är Peru. Inga underarter finns listade i Catalogue of Life.